# Redon
Redon je francouzská obec v departementu Ille-et-Vilaine v regionu Bretaň. V roce 2016 zde žilo 8889 obyvatel. Je centrem arrondissementu Redon.

## Vývoj počtu obyvatel
Počet obyvatel 